# Lázaro Manuel Álvarez González
Lázaro Manuel Álvarez González (Havana, Cuba, 1 janeiro 1958) é um médico neurologista e neurocientista cubano, nacionalizado espanhol, que trabalha no estudo do cérebro e do movimento em humanos. Atualmente é o Diretor Clínico de um Projeto de Neurociências (Neuro Helvetia) e de uma Clínica Médica: NeuroVida, ambas em Lisboa.

## Percurso Académico
Licenciou-se em Medicina no Instituto Superior de Ciências Médicas de Havana em 1982 e em Neurologia no Instituto de Neurologia e Neurocirurgia da Havana, Cuba, em 1988. Recebeu formações em Perturbações do Movimento, Neurologia Comportamental, Neurocirurgia Funcional Estereotaxia, Neurofisiologia Clínica, Neuropsicologia, Reabilitação Neurológica, Estimulação Magnética Transcraniana, entre outras.
Entre junho 1988 e março 2011 desempenhou funções como Médico Neurologista e Diretor da Clínica de Perturbações do Movimento do Centro Internacional de Restauração Neurológica (da qual é também fundador), coordenou vários projetos de Investigação e Desenvolvimento em Neurociências, foi Professor Auxiliar e Investigador Auxiliar de Neurologia no Instituto Superior de Ciências Médicas de Havana e desempenhou funções como Secretário do Tribunal Estatal de Neurologia e do Grupo Nacional de Neurologia da República de Cuba entre 2007 e 2011.
Estudioso do movimento e investigador das áreas cerebrais responsáveis pelo controlo motor, observou o comportamento de pacientes com a doença de Parkinson antes e depois da cirurgia ablativa dos Gânglios Basais e os seus efeitos no córtex pré-frontal, assim como dos efeitos do treino sobre as principais perturbações do movimento, com o objetivo de promover alternativas ao seu tratamento.
Em 2011 muda-se para Tenerife (Canárias, Espanha) onde colabora como médico adjunto em Neurologia no Instituto INSTRAL de Tenerife e no Projeto Neurocog, da Universidade de Laguna, na introdução de tecnologias de estimulação cerebral não-invasiva. Desde o ano 2014 que vive em Lisboa, Portugal, onde desempenha funções de Consultor de Neurociências no Instituto Luso-Cubano de Neurologia (ILCN). Atualmente trabalha como Médico e Diretor Clinico na Clínica NeuroVida em Lisboa em Portugal.
Tem publicados 135 artigos, revisões temáticas e capítulos de livros publicados e é autor ou tutor de teses de Doutoramento, de Mestrado e de Especialidades em Neurologia ou Neurofisiologia. No presente está focado no estudo do uso de tecnologias não-invasivas no tratamento de doenças do foro neurológico e o seu efeito no comportamento motor.

## Atividades de Investigação

### Participação em projetos de I&D
- Reabilitação Neurológica: desenvolveu-se um Sistema de Reabilitação Intensiva Multifatorial na doença de Parkinson (DP) e nas Ataxias Cerebelosas.
- Demências e Distúrbios comportamentais: estudo do impacto da disfunção colinérgica e dopaminérgica sobre o comportamento de indivíduos e biomodelos da doença de Alzheimer.
- Neuroproteção em Neurodegenerações: o papel dos fatores neurotróficos e o stress oxidativo nas Neurodegenerações.
- Terapia Celular: Participação em quatro projetos de investigação clínica sobre terapia celular: o autotransplante de Medula Adrenal na Doença de Parkinson (1988-89), a Neurotransplantação de suspensões de células embrionárias na doença de Parkinson e na coreia de Huntington (1990-1992), o implante estereotáxico de células embrionárias enriquecidas e dissociadas na doença de Parkinson (1992-95) e o implante estereotáxico de células estromais da medula óssea autóloga em enfartes cerebrais.
- Cirurgia dos Distúrbios do Movimento: Três projetos de pesquisa clinica para avaliar efeitos da lesão funcional dos Gânglios Basais no tratamento de Perturbações do Movimento.
- Fisiologia e fisiopatologia dos Gânglios Basais: Estudo do papel do núcleo pedúnculo-pontino e do córtex pré-motor na doença de Parkinson.

### Participação em Teses de Doutoramento, Mestrado e de Especialidade
1. Anticálcicos en Infarto Cerebral, Instituto de Neurologia, Havana 1988.
2. Neurotrasplante Estereotactico en Enfermedad de Parkinson. CIREN, Havana, 1994.
3. Talamotomia Superselectiva del Nucleo VIM en temblor, 1995.
4. Palidotomia Posteroventral en Enfermedad de Parkinson, CIREN, Havana, 1998.
5. Estudio de los patrones de activación motora por RMN funcional en EP, CIREN, Havana, 2005.
6. Parkinsonismos Atípicos: Descripción de una Serie Clinica, CIREN, Havana, 2006.
7. Factores de Crecimiento en Neurodegeneraciones, CIREN, Havana, 2006.
8. Lesión del Núcleo Pedunculopontino en modelos experimentales de EP en roedores, CIREN, Havana, 2007.
9. Palidotomia posteroventral en Distonia Generalizada Ideopatica, CIREN, Havana, 2008.
10. Estudio de la Inhibicion en Enfermedad de Parkinson, Instituto Superior de Ciências Médicas de Havana, Havana, 2008.
11. Subtalamotomia Dorsolateral en Enfermedad de Parkinson, CIREN, Havana, 2009.
12. Rehabilitación en la Enfermedad de Parkinson, CIREN, Havana, 2010.
13. Ensayo Clínico terapéutico con Eritropoyetina en EP, Centro Nacional de Neurociências, Havana, 2010.

### Publicações
Perifl Google Scholar

### Méritos e Reconhecimentos
- Membro Honorário da Academia Mexicana de Neurologia, 2008.
- Assessor Internacional em Transtornos do Movimento Academia Mexicana de Neurologia, 2008.
- Prémio Resultado Relevante da Academia de Ciências de Cuba: 1999 e 2004.
- Prémio Relevante do Fórum Nacional de Ciência e Técnica: 2003 e 2009.
- Prémio Anual de Saúde, de Cuba: 1998, 2002, 2003, 2006 e 2010.

1. ↑  «Cuban Medical Advances. The Benefits of Neurological Restoration». CubaPLUS Magazine (em inglês)
2. ↑  «Parkinson». www.granma.cu. Consultado em 17 de outubro de 2017
3. ↑  (www.viaoceanica.com), © Via Ocêanica 2012. «Portal do Cidadão com Deficiência». www.pcd.pt. Consultado em 17 de outubro de 2017
4. ↑  «Neurorehabilitación » Efectos del tratamiento rehabilitador con inclusión de estera de marcha en pacientes con enfermedad de Parkinson». files.sld.cu (em espanhol). Consultado em 18 de outubro de 2017
5. ↑  «CIREN em Portugal é uma realidade !». Ciren Portugal. 5 de março de 2014
6. ↑  «Daniela, a menina que luta contra uma doença única – O Ribatejo». www.oribatejo.pt. Consultado em 17 de outubro de 2017
7. ↑  «Dr. Lázaro Manuel Alvarez Gonzalez | Equipa Médica | NeuroVida - Clínica de Neurologia e Neurociências». www.neurovida.pt. Consultado em 17 de outubro de 2017
8. ↑  «Lazaro Alvarez Gonzalez - Citações do Google Académico». scholar.google.pt. Consultado em 16 de outubro de 2017
9. ↑  «JoVE | Peer Reviewed Scientific Video Journal - Methods and Protocols». www.jove.com (em inglês). Consultado em 17 de outubro de 2017
10. ↑  «Lázaro Alvarez González, artículos en IMBIOMED». www.imbiomed.com.mx. Consultado em 17 de outubro de 2017
11. ↑  «Search Results for Lazaro alvarez | Revista Mexicana de Neurociencia». revmexneuroci.com (em inglês). Consultado em 18 de outubro de 2017